# Pálosremete
Pálosremete, 1901-ig Remete (románul: Remeți, ukránul: Ремети, jiddisül רעמיט) falu Romániában, Máramaros megyében.

## Fekvése
Máramarosszigettől 21 km-re északnyugatra, az Ukrajnával határfolyót képező Tisza bal partján fekszik.

## Nevének eredete
Neve a pálos szerzetesekre utal. Először 1363-ban, Remete alakban említik. Megkülönböztető előtagját a helységnévrendezéskor szintén a pálosokról kapta.

## Története
Pálos kolostorát 1363-ban Nagy Lajos király alapította. A pálosok telepítették a kolostor melletti falut, magyar lakossággal. 1465-ben a szaploncai nemesekkel pereskedtek, elfoglalták a szaploncai határ egy részét és lerombolták a határjeleket. 1516-ban II. Lajos kivonta településüket a vármegye fennhatósága alól és városi jogokkal ruházta fel. 
1548-ban négy jobbágyot, öt bérest, két szegényt és egy új házat írtak össze benne. 1554-ben vagy 55-ben a szerzetesek elhagyták, népe protestánssá lett. Petrovics Péter 1556-ban Szigeti Pál deáknak adományozta. 1660-ban már Kornis György birtokolta. Mivel a Kornis családnak kiterjedt, ruszinok lakta birtokaik voltak, valószínűleg ők telepítették be ruszin lakóinak őseit. 1774-ben tíz földbirtokosának 36 jobbágycsaládja élt a faluban. 1867-ben a Kormos, a Reviczky, a Rednyik és más családoknak volt itt udvarháza. A falu görögkatolikus lakói 1922-ben áttértek az ortodox vallásra. A 2000-es évek elején a fiatalok 90%-a külföldön dolgozott. Ukrán tannyelvű iskola nincs, csak ukrán nyelvoktatás van a településen.
1838-ban 285 görögkatolikus, 83 zsidó és 12 római katolikus vallású lakosa volt.
1910-ben 1283 lakosából 808 volt ruszin, 348 német (jiddis), 105 román és 19 magyar anyanyelvű; 934 görögkatolikus és 340 zsidó vallású.
2002-ben 2448 lakosából 2174 volt ukrán, 242 román és 15 magyar nemzetiségű; 2081 ortodox, 137 adventista és 51 evangéliumi keresztény vallású.

## Látnivalók
- Egykori pálos kolostortemplomának maradványai. A kis méretű templom a 15. század elején épült, gótikus stílusban. A 16. század közepén a protestánsoké, később az ortodoxoké, majd a görögkatolikusoké lett. Többször bővítették, átalakították, majd az 1990-es években nagyrészt lebontották, csak szentélye maradt meg.

## Gazdaság
- Andezitbánya.[5]